# Primeiro Consistório Ordinário Público de 1927
Em 2 de maio de 1927, Pio anunciou que criaria dois cardeais em um consistório em 20 de junho. Ambos eram arcebispos, um belga e um polonês.

## Cardeais Eleitores
| Nº                 | País               | Nome                  | Idade              | Cargo                           | Título ou Diaconia                             |
| Cardeais eleitores | Cardeais eleitores | Cardeais eleitores    | Cardeais eleitores | Cardeais eleitores              | Cardeais eleitores                             |
| ------------------ | ------------------ | --------------------- | ------------------ | ------------------------------- | ---------------------------------------------- |
| 1                  | Bélgica            | Jozef-Ernest van Roey | 53                 | Arcebispo de Malinas-Bruxelas   | Cardeal-presbítero de Santa Maria em Ara Coeli |
| 2                  | Polónia            | August Hlond, S.D.B.  | 45                 | Arcebispo de Varsóvia e Gniezno | Cardeal-presbítero de Nossa Senhora da Paz     |

## Link Externo
- «Catholic Hierarchy» (em inglês)